# Государство-сателлит
Государство-сателли́т, сателли́т (от лат. Satelles) — формально независимое государство, находящееся под политическим и экономическим влиянием другого государства и пользующееся его покровительством на международной арене.
В западной геополитической школе термин «государство-сателлит» применяется ко всем государствам Варшавского договора, Кубе, Северной Корее, Монголии и прочим странам, бывшим в той или иной степени подконтрольными Советскому Союзу. В отношении государств, попадавших в той или иной степени под контроль США (Южная Корея, Тайвань, дореволюционные Куба и Иран, Южный Вьетнам), применяется более «политкорректный» термин «государство-клиент» (англ. client state). Однако степень влияния США на «государства-клиенты» значительно отличалась в меньшую сторону даже для сильно зависимых стран, таких как дореволюционные Куба и Южный Вьетнам, и в значительной мере для более независимых «государств-клиентов», таких как Тайвань и Южная Корея.
Сателлит следует отличать от протектората, марионетки и клиента.

## Сателлиты Германии, Японии и Италии
В советской историографии термин «государство-сателлит» применялся к государствам, воевавшим во Второй мировой войне на стороне Германии и в целом Антикоминтерновского пакта (Венгрия, Румыния, Болгария, Финляндия, Таиланд).
- Королевство Румыния (с 22 июня 1941 до 23 августа 1944)
- Королевство Венгрия (с 6 апреля 1940 до 15 октября 1944)
- Царство Болгария (с 19 апреля 1941[1] до 9 сентября 1944)
- Королевство Таиланд (с 25 января 1942[2] до 16 августа 1945[3])
- Первая Словацкая республика (с 1 сентября 1939 до 4 апреля 1945)
- Независимое государство Хорватия (с 15 июня 1941 до 8 мая 1945)
- Итальянская социальная республика (с 23 сентября 1943 до 25 апреля 1945)
- Венгерское государство (с 17 октября 1944 до 7 мая 1945)

## Советские сателлиты

### После Первой мировой войны
В рамках революции 1921 года монгольские революционеры с помощью советских красноармейцев изгнали войска белого генерала Романа Унгерна, а также окончательно покончили с суверенитетом Китая. Однако советское влияние в дальнейшем только усиливалось, и в 1924 году была провозглашена Монгольская Народная Республика, которая, несмотря на декларируемые суверенитет и независимость, являлась советским сателлитом по 1990 год.
Тувинская Народная Республика, провозгласившая свою независимость в 1921 году, являлась сателлитом СССР вплоть до своего добровольного присоединения в 1944 году.
Другим ранним советским сателлитом в Азии была Дальневосточная республика.

### После Второй мировой войны
К концу Второй Мировой войны большая часть стран восточной и центральной Европы была занята советскими войсками, и там присутствие СССР сохранилось и после окончания военных действий, что дало повод появиться на свет термину Советская империя. К советским сателлитам в Европе относят следующие страны:
- Народная Республика Албания (1944—1960)
- Польская Народная Республика (1944—1989)
- Народная Республика Болгария (1946—1990)
- Румынская Народная Республика (1947—1965)
- Чехословацкая Социалистическая Республика (1948—1989)
- Германская Демократическая Республика (1949—1990)
- Венгерская Народная Республика (1949—1989)

Народная Социалистическая Республика Албания под руководством сталиниста Энвера Ходжи в 1960 году разорвала отношения с СССР из-за стартовавшего там процесса десталинизации. В период с 1945 по 1948 год Албания и Югославия были членами Восточного блока.
Федеративная Народная Республика Югославия иногда указывается как советский сателлит вплоть до 1948 года, когда произошёл конфликт между Тито и Сталиным. После этого офис Коминформ переехал из Белграда в Бухарест, а Югославия стала одним из инициаторов создания Движения неприсоединения.
После того, как в июле 1958 года из Румынии были выведены советские войска, отношения между Москвой и Бухарестом ухудшились, в начале 1960-х годов Румыния совершила ряд недружественных действий. Все же окончательного разрыва отношений с Румынией (как, например, с Албанией) у СССР не произошло. Советская сторона продолжала оказывать Румынии помощь, а Румыния осталась в ОВД и СЭВ.
Демократическая республика Афганистан может также быть отнесена к сателлитам СССР: с 1978 по 1991 год центральное правительство в Кабуле входило в коммунистический блок и поддерживалось советскими войсками.
Восточно-Туркестанская Революционная республика, существовавшая с 1944 по 1950 год, являлась советским сателлитом, в итоге вошедшим в состав КНР.

## Соединённые Штаты Америки
В России принято считать, что план Маршалла, подразумевавший помощь США в послевоенном восстановлении Западной Европы в обмен на антикоммунистическую и проамериканскую политику, выстроил систему государств, оказавшихся политически, экономически и в военном отношении под американским влиянием и в составе НАТО:
- Великобритания[12][13]
- Канада[14]
- Греция[15]
- Дания[15]
- Исландия[15]
- Испания (с 1982 года)[15]
- Италия[15]
- Люксембург[15]
- Нидерланды[15]
- Норвегия[15]
- Португалия[15]
- Франция (не состояла в НАТО в 1966—2009 гг.)[15]
- ФРГ[15]
- Турция[15]

Аналогичные структуры, закреплявшие американское влияние, создавались в других регионах: СЕАТО в Юго-Восточной Азии, СЕНТО на Ближнем Востоке, АНЗЮС в Океании.
- Австралия[16]

Отдельные договоры закрепляли американское влияние в Японии, Южной Корее и на Тайване.

## После окончания холодной войны
У некоторых аналитиков существовали опасения, что военные и дипломатические действия США на Ближнем Востоке могут привести либо уже привели к увеличению количества сателлитов США в регионе. Иногда к сателлитам Соединённых Штатов относят страны Европейского Союза. Термин применялся при характеристике отношений между Сирией и Ливаном, когда первое государство активно вмешивалось во внутреннюю политику второго. Лесото и Свазиленд также характеризовались как сателлиты Южной Африки.
Иногда называют сателлитами Российской Федерации следующие страны:
- Республика Беларусь[22][23]
- Киргизия[24]
- Абхазия[25]
- Южная Осетия[26]